# Chisa Hosonuma
Chisa Hosonuma (japanisch 細沼 千紗 Hosonuma Chisa; * 26. März 1996 in Hino, Tokio) ist eine japanische Tennisspielerin.

## Karriere
Hosonuma spielt vor allem auf der ITF Women’s World Tennis Tour, wo sie bislang drei Titel im Doppel gewinnen konnte.

## Turniersiege

### Doppel
| Nr. | Datum             | Turnier   | Kategorie   | Belag     | Partnerin       | Finalgegnerinnen            | Ergebnis |
| --- | ----------------- | --------- | ----------- | --------- | --------------- | --------------------------- | -------- |
| 1.  | 27. Mai 2017      | Karuizawa | ITF $25.000 | Teppich   | Kanako Morisaki | Ayaka Okuno Tammi Patterson | 7:5, 6:3 |
| 3.  | 24. Februar 2018  | Palmanova | ITF $15.000 | Sand      | Erina Hayashi   | Yukina Saigō Aiko Yoshitomi | 7:5, 7:5 |
| 3.  | 1. September 2018 | Yeongwol  | ITF $15.000 | Hartplatz | Erina Hayashi   | Hanna Chang Zhang Ying      | 6:1, 6:1 |